# Jennifer Manzer
Jennifer Manzer (* 20. März 1980) ist eine ehemalige deutsche Fußballspielerin. 

## Karriere
Manzer begann in der Jugendabteilung von Tennis Borussia Berlin mit dem Fußballspielen. Dem Jugendalter entwachsen, gehörte sie von
1998 bis 2000 der ersten Mannschaft an, für die sie in der seinerzeit zweitklassigen Regionalliga Nordost Punktspiele bestritt.
Von 2000 bis 2002 spielte sie in der Bundesliga für den FFC Heike Rheine; für den Verein bestritt sie in ihrer zweiten Saison zehn Punktspiele. In der Rückrunde der Saison 2002/03 kam sie für den Ligakonkurrenten FCR 2001 Duisburg zum Einsatz.
Von 2004 bis 2007 spielte sie für die SG Wattenscheid 09 in der Gruppe Süd der seinerzeit zweigleisigen 2. Bundesliga. Als regionaler Meister stieg sie mit der Mannschaft in die höchste Spielklasse auf, die sie mit der Mannschaft jedoch am Saisonende verlassen musste. Nach der anschließenden Zweitligasaison verließ sie den Verein.
Von Juli bis Dezember 2010 war sie Spielerin des Niederrheinligisten DJK Adler Union Frintrop, bevor sie zu Beginn des Jahres 2011 zum 1. FFC Recklinghausen in die 2. Bundesliga Süd wechselte und für diesen sieben Saisonspiele bestritt. Da der Spielklassenverbleib verfehlt wurde, spielte sie anschließend noch eine Saison lang in der drittklassigen Regionalliga West, die sie mit der Mannschaft als regionaler Meister beendete.
Ihre letzten beiden Saisonen bestritt sie für die dritte Mannschaft der SGS Essen in der Niederrheinliga, bevor sie ihre Spielerkarriere beendete.

## Erfolge
- Meister Regionalliga West 2012 (mit dem 1. FFC Recklinghausen)
- Meister 2. Bundesliga Nord 2007 und Aufstieg in die Bundesliga (mit der SG Wattenscheid 09)
- DFB-Pokal-Halbfinalist 2009 (mit der SG Wattenscheid 09)

## Sonstiges
Manzer kam mit der SG Wattenscheid 09 im Jahr 2007 im zweiten und dritten Spiel der Gruppe 2 im Rahmen des WM-Überbrückungsturniers zum Einsatz, in der ihr im dritten Spiel ein Tor gelang.